# Oksu-dong
Oksu-dong là một dong, phường của Seongdong-gu ở Seoul, Hàn Quốc.
Trong suốt thời kì Nhật thuộc nó chỉ là một làng nhỏ gọi là làng Doomo (두모리; 豆毛里) thuộc Hanji (한지면; 漢芝面) trong huyện Goyang (고양군 高陽郡) và nằm sát sông Hán.

## Liên kết
- (tiếng Anh) Trang chính thức Seongdong-gu Lưu trữ ngày 3 tháng 10 năm 2011 tại Wayback Machine
- (tiếng Hàn) Trang chính thức Seongdong-gu Lưu trữ ngày 10 tháng 7 năm 2006 tại Wayback Machine
- (tiếng Hàn) Bản đồ của Seongdong-gu Lưu trữ ngày 11 tháng 2 năm 2012 tại Wayback Machine
- (tiếng Hàn) Văn phòng dân cư Oksu 1-dong Lưu trữ ngày 1 tháng 11 năm 2005 tại Wayback Machine